# Pelagio (teologo)
Pelagio, nome ellenizzato del celtico Morgan ("uomo del mare") (Britannia, 360 – Palestina, 420), è stato un monaco cristiano, teologo e oratore romano di origini britanne.

## Biografia
Grande e corpulento, con ampie spalle, fronte prominente, collo taurino e andatura da tartaruga, almeno secondo le descrizioni di Girolamo e di Marius Mercator, visse a Roma verso il 384, dove strinse amicizia con l'avvocato Celestio, con il quale si rifugiò, in seguito al sacco di Roma del 410, dapprima a Ippona, nel Nordafrica, conoscendo forse Agostino, e poi a Cartagine. Qui con Celestio elaborò la dottrina detta appunto Pelagianesimo.
Era un uomo di grande talento, oratore, scrittore ed esegeta molto apprezzato; rimase "dottore laico e indipendente". Suo scopo era quello di reagire contro una religione superficiale, quella dei pagani convertiti in massa al Cristianesimo. Pelagio era soprattutto un moralista severo e intransigente: predicava, infatti, il distacco dalle ricchezze, la povertà e la castità. Combatté con forza qualunque rilassamento, insistendo sull'esistenza dell'inferno e del paradiso.
Successivamente, Pelagio si trasferì in Palestina, dove scrisse vari testi e lettere, in gran parte pervenuti in frammenti attraverso citazioni di Agostino.
Nel 415, Girolamo e Paolo Orosio, discepolo di Agostino, chiesero la sua condanna nel sinodo di Gerusalemme, ma il vescovo Giovanni, favorevole al Pelagianesimo, e la stessa difesa di Pelagio fecero sì che il sinodo non prendesse alcuna decisione.
Lo stesso risultato si ebbe nel sinodo di Diospolis, convocato in seguito alla denuncia dei vescovi galli Ero di Arles e Lazzaro di Aix. L'anno seguente tuttavia furono convocati due sinodi, a Cartagine e a Milevi, in Numidia, che condannarono il Pelagianesimo. Gli atti dei concili, insieme con una lettera di Agostino, furono inviati a papa Innocenzo I (401-417), che in un sinodo a Roma nel 417 condannò di nuovo il Pelagianesimo.
Dopo la morte di Innocenzo I, il successore Zosimo (417-418) venne in un primo tempo convinto da Celestio dell'ortodossia del Pelagianesimo, ma successivamente, nel 418, convocò un sinodo a Cartagine, nel quale i 200 vescovi presenti condannarono nuovamente il Pelagianesimo stabilendo nove dogmi:
1. la morte non deriva da Adamo per necessità fisica, ma dal peccato;
2. i bambini appena nati devono essere battezzati a causa del peccato originale;
3. la grazia giustificante serve non solo a perdonare i peccati passati, ma anche a evitare quelli futuri;
4. la grazia di Cristo non solo permette di conoscere i comandamenti di Dio, ma dà anche forza alla volontà di eseguirli;
5. senza la grazia di Dio non solo è difficile, ma assolutamente impossibile realizzare opere buone;
6. non solo per umiltà, ma con tutta verità dobbiamo confessarci peccatori;
7. i santi riferiscono il dettato di Nostro Signore "perdona le nostre offese" non solo agli altri, ma anche a loro stessi;
8. i santi pronunciano la stessa supplica non solo per umiltà, ma con tutta verità;
9. i bambini che muoiono senza battesimo non vanno in un luogo intermedio ("limbo"); alla nascita si trovano nello stesso stato in cui si trovava Adamo prima della trasgressione.

Il nono canone fu poi escluso dal novero degli articoli di fede della Chiesa cattolica. Tuttavia l'idea del limbo non è mai stata considerata a livello di verità di fede dogmatica, quanto piuttosto un'ipotesi teologica creduta plausibile, come risulta da  nel 2007, firmata da papa Benedetto XVI.
Anche l'imperatore Onorio (395-423) emanò nel 418 un ordine di espulsione dal territorio italiano per i pelagiani e per coloro che non approvassero l'Epistola tractoria di condanna inviata da papa Zosimo a tutti i vescovi: tra gli altri, furono esiliati Celestio e Giuliano di Eclano.
L'ordine non riguardò Pelagio, che da tempo non interveniva più nelle polemiche e, forse sempre residente in Palestina o forse in Egitto, morì pochi anni dopo.

## LaLettera a Demetriade
Uomo rigoroso fino all'ascetismo, secondo la testimonianza dei suoi stessi avversari, la sua concezione, di impronta classica, può essere compendiata dal seguente passo, da una lettera indirizzata alla nobildonna romana Demetriade: 
(Lettera a Demetriade)

## Opere
- De libero arbitrio
- De natura; De Trinitate
- Epistulae ad Augustinum
- Epistula ad viduam
- Epistula ad Paulinum Nolanum
- Epistula ad Demetriadem
- Epistula ad Constantium
- Epistula ad Innocentium, exhibens libellum fidei
- Expositiones XIII epistolarum Pauli
- Liber Testimoniorum seu Eclogárum

## Edizioni
- Pelagius, Epistula ad Demetriadem, in: J.P. Migne (a cura di), Patrologia Latina, vol. 30, pp. 15–45.
- Pelagius, Libellus fidei ad Innocentium, in: J.P. Migne (a cura di), Patrologia Latina, vol. 45, pp. 1716–1718.
- Pelagius, De fide trinitatis (Frammento), in: J.P. Migne (a cura di), Patrologia Latina, Supplementa, Vol.1, pp. 1544–60.
- Pelagius, Expositiones XIII epistularum Pauli (a cura di A. Souter, Text and Studies 9,1.2), Oxford 1922–1926.

## Traduzioni in italiano
- Lettera sulla castità, a cura di Annabella Cerretini, Brescia, Morcelliana 2007.
- Epistola a Demetriade, a cura di Donato Ogliari, Roma, Città Nuova 2010.
- Commento all'epistola ai Romani. Commento alle epistole ai Corinzi, a cura di Sara Matteoli, Roma, Città Nuova 2012.

## Nella cultura di massa
- Pelagio compare nel film del 2004 King Arthur, interpretato da Owen Teale.[2]